# دبليو. دابني ستيوارت
دبليو. دابني ستيوارت (بالإنجليزية: W. Dabney Stuart)‏ هو شاعر أمريكي، ولد في 4 نوفمبر 1937 في ريتشموند في الولايات المتحدة.